# Télévision de la région lausannoise
La Télévision de la région lausannoise (Tvrl) était une chaîne régionale de télévision suisse créée en 1993 et disparue en 2009, à la suite de l'unification de plusieurs chaînes de télévision comme ICI TV, télévision de la région de la Riviera ou encore la chaîne Nyon TV.

## Organisation

### Responsables
Rédacteurs en chef :
- Philippe Nicolet (jusqu'en juin 1999)
- Jean-Pierre Pastori (également directeur de la chaîne)

Rédacteurs en chef adjoints :
- Anne-Cathia Marchon et Julien Schekter

Responsable production et programmes :
- Philippe Rufener

Responsable Technique :
- François Vittoz

### Diffusion
La chaîne émettait sa programmation par câble dans la ville de Lausanne et dans les environs. Elle desservait les communes de Lausanne, Belmont-sur-Lausanne, Paudex, Prilly, Pully, Lutry, Bussy-Chardonney, Denens, Ferlens, Lully, Mézières, Peyres-Possens, Sottens, Servion, Vufflens-le-Château, Romanel-sur-Lausanne, Cheseaux-sur-Lausanne, Saint-Sulpice, Bussigny, Crissier, Écublens, Chavannes-près-Renens et Renens.

## Émissions
- infoHebdo, puis InfoRL : les infos de la région lausannoise
- Mon p'tit coin de paradis : Une personnalité de la région présente son lieu préféré
- La caméra en balade : Images brutes de l'actualité culturelle de la région
- Sessions du Grand-Conseil Vaudois
- Sessions du Conseil communal de Lausanne, Renens et Prilly
- Temps de parole : Débat sur un thème d'actualité
- Par ici! : Culture, découvertes et personnages de votre région
- Inforégion : Journal d'information quotidien
- Sportrégion : L'actualité sportive du week-end
- Lausanne by night : L'émission qui vous plonge dans les nuits lausannoises
- Une journée avec... : Partagez le quotidien d'une personnalité de la région durant une journée
- ZebraBox : Microtrottoir

À côté de ses productions maison, TVRL diffuse également d'autres émissions achetées ou coproduites avec d'autres diffuseurs régionaux :
- Confidences : Entretien avec une personnalité
- DVD Box : Actualité DVD - cinéma
- Jonctions Magazine : Émission produite par l'Église évangélique réformée du canton de Vaud (EERV)
- Limousine : Balade en limousine avec un chanteur ou acteur
- Minute High Tech : Tout savoir sur les médias électroniques
- Montreux-Jazz Festival
- Paléo Festival
- Osmose : Émission médicale
- Préface : Émission littéraire
- Zoom sur les métiers : Présentation de la formation professionnelle
- Line Up TV : le magazine sur le nightclubbing et les musiques électroniques

## Audience
La chaîne avance en 2006 une cote d'écoute de 47700 téléspectateurs journaliers et de 107000 téléspectateurs hebdomadaires sur un total de 250 000 téléspectateurs potentiels.